# Христина Ристеска
Христина Ристеска (Прилеп 12. децембар 1991) македонска је атлетичарка која се такмичи у дисциплини трчања на 400 метара. Представљала је Македонију на Летњим олимпијским играма у Лондону 2012.

## Значајнији резултати
| Год.  | Такмичење                           | Место                       | Плас. | Рез.      |  |
| ----- | ----------------------------------- | --------------------------- | ----- | --------- |  |
| 2007. | Светско јуниорско првенство         | Монктон Канада              | 36.   | 58,80     |  |
| 2012. | Олимпијске игре 2012.               | Лондон Уједињено Краљевство | 43.   | 1:00,86   |  |
| 2013. | Европско првенство за млађе сениоре | Тампере Финска              | 29.   | 59,49 ЛРС |  |
| 2014. | Европско првенство у дворани        | Цирих Швајцарска            | 29    | 57,47 ЛР  |  |
| 2015. | Европско првенство у дворани        | Минхен, Немачка             | 28    | 57,95     |  |